# Eugenia basilaris
Eugenia basilaris är en myrtenväxtart som beskrevs av Mcvaugh. Eugenia basilaris ingår i släktet Eugenia och familjen myrtenväxter.
Artens utbredningsområde är Costa Rica. Inga underarter finns listade i Catalogue of Life.